# البويهي
البويهي إحدى بلديات دائرة سيدي الجيلالي بولاية تلمسان الجزائرية.

## الجغرافيا
تقع بلدية البويهي جنوب غرب تلمسان يحدها غربا المغرب وشمالا بلدية الزوية وشرقا بلدية سيدي الجيلالي وجنوبا بلدية القصدير التابعة لولاية النعامة، تتميز بطابعها السهبي جنوبا والغابي شمالا، تشتهر بمراعي المواشي في ماقورة واعتماد سكانها على تربية الماشية والفلاحة.

## السكان
يبلغ سكان بلدية البويهي نحو 9780 نسمة ينحدرون من عرش أولاد أنهار.

## الاقتصاد والبنية التحتية
تتوفر بلدية البويهي على ثروات معدنية هامة كمنجم العابد والمرملة التي تشتهر بها المنطقة. إلا أن الأزمة الاقتصادية أدت إلى غلق المنجم مطلع التسعينيات وقد حاولت الحكومة تدارك الأمر بشراكة صينية إلا أنها فشلت ولا يزال المنجم مغلقا لحد الآن، بلدية البويهي تفتقر للكثير من البنى التحتية رغم مؤهلاتها السياحية الجبلية والغابية التي تتميز بها ورغم فرص الاستثمار في تربية الماشية.